# Zbigniew Nienacki
Zbigniew Tomasz Nienacki (Nowicki) (Łódź, 1º gennaio 1929 – Morąg, 23 settembre 1994) è stato uno scrittore polacco.
Esordì negli anni 1950, e a partire dal decennio successivo si affermò come scrittore di romanzi per ragazzi. La collana dal titolo Il Signor Macchinina (Pan Samochodzik) gli fruttò un gran successo non solo in Polonia, ma anche all'estero. I romanzi della collana hanno per protagonista uno storico dell'arte che, usando come mezzo di spostamento una bizzarra auto di produzione artigianale, risolve misteri del passato e assicura alla giustizia ladri e falsari di opere d'arte. 
Negli anni 1980 Nienacki, che non volle mai rassegnarsi ad essere qualificato unicamente come "scrittore per l'infanzia", tentò la stesura di alcuni romanzi destinati al lettore adulto di cui uno, Una volta l'anno a Skirolawki (Raz w roku w Skiroławkach), suscitò addirittura uno scandalo per taluni contenuti bollati come "scostumati" da una parte della stampa comunista.